# 15252 Yoshiken
15252 Yoshiken eller 1990 OD1 är en asteroid i huvudbältet som upptäcktes den 20 juli 1990 av den japanska astronomen Tsutomu Seki vid Geisei-observatoriet. Den är uppkallad efter Kenichi Yoshioka.
Asteroiden har en diameter på ungefär 3 kilometer och den tillhör asteroidgruppen Vesta.